# Victor Graf von Reventlow-Criminil

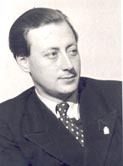
Victor Graf von Reventlow-Criminil (vor 1953)

Victor Graf von Reventlow-Criminil, vollständig Friedrich Victor Ludwig Carl Curt Graf von Reventlow-Criminil (* 5. Mai 1916 in Charlottenburg; † 27. Juni 1992 in Belfair, Mason County (Washington)) war ein Politiker der dänischen Minderheit in Schleswig-Holstein.

## Leben
Graf von Reventlow-Criminil, der evangelischen Glaubens war, entstammte einer Seitenlinie des holsteinisch-mecklenburgischen Uradelsgeschlechts Reventlow. Seine Eltern waren der mecklenburg-strelitzische Kammerherr Graf Adolf Cécil von Reventlow-Criminil (1861–1927) und Alice Lilian Komtess Hoyos (* 1877 in Fiume; † 1923)., eine Enkelin von Robert Whitehead. Die Autorin Cecilia Gräfin von Sternberg (1908–1983) war seine ältere Schwester. Nach dem Tod von Mutter und Vater musste 1929 der Stammsitz der Familie, das Gut Emkendorf, verkauft werden.
Nach dem Abitur auf dem Humanistischen Gymnasium in Husum 1935 trat er Anfang 1936 in die deutsche Kriegsmarine ein, der er bis Kriegsende 1945 angehörte. Am 1. September 1943 wurde er Kapitänleutnant. Mit der Indienststellung Mitte März 1944 wurde er Kommandant von U 1017, das zur 31. U-Flottille (Ausbildungsflottille) gehörte, und blieb dies bis Mitte Juni 1944 ohne eine Feindfahrt durchgeführt zu haben. Er wechselte zu den Kleinkampfverbänden der Kriegsmarine (K. d. K.) und wurde hier Chef der neu aufgestellten K-Flottille 415, welche zum Lehrkommando 400 gehörte. In dieser Position blieb es bis September 1944. Anschließend war er bis Kriegsende im Kommando des K. d. K.-Verbands und im K-Stab Nord.
Nach dem Krieg war er Landwirt und Politiker.
1953 wanderte er nach Kanada aus. 1961 meldete er ein US-Patent für einen Concrete constituent indicator an. Zu diesem Zeitpunkt lebte er in White Rock (British Columbia); später zog er nach Belfair, Mason County im US-Bundesstaat Washington. Dort verstarb er 1992.
Er war ein Neffe von Diana von Reventlow-Criminil (1863–1953), die 1910 die Hallig Südfall erworben hatte, und erforschte in den 1950er Jahren bis zum Tod seiner Tante 1953 dort die Archaeologie der Insel Strand und Rungholts im Wattenmeer.

## Politik
Zum 1. Januar 1935 trat Graf von Reventlow-Criminil der NSDAP bei (Mitgliedsnummer 3.595.509). Danker und Lehmann-Himmel charakterisieren ihn in ihrer Studie über das Verhalten und die Einstellungen der Schleswig-Holsteinischen Landtagsabgeordneten und Regierungsmitglieder der Nachkriegszeit in der NS-Zeit als „angepasst ambivalent“ und „Angehörigen traditioneller Eliten“.
Reventlow-Criminil war nach dem Krieg Stadtrat in Glücksburg (Ostsee). Er gehörte 1946/47 den beiden ernannten Landtagen von Schleswig-Holstein als jüngster Abgeordneter an. Er vertrat dort die dänische Volksgruppe. Vom 12. Juni bis zum 20. August 1946 war er Hospitant bei der CDU-Fraktion. Bei der ersten Landtagswahl 1947 wurde er auf der SSW-Liste gewählt. Der Landtag wählte ihn zum Mitglied der ersten Bundesversammlung, die am 12. September 1949 Theodor Heuss zum ersten Bundespräsidenten wählte. Bei der Landtagswahl in Schleswig-Holstein 1950 trat er nicht wieder an.
Graf von Reventlow-Criminil war von 1945 bis 1947 Bürgermeister von Glücksburg (Ostsee), danach gehörte er dem Stadtrat weiter an. Sein Nachfolger als Bürgermeister wurde Kai-Uwe von Hassel.